# Attenschwiller
Attenschwiller (Duits: Attenschweiler) is een gemeente in het Franse departement Haut-Rhin in de regio Grand Est. De plaats maakt deel uit van het arrondissement Mulhouse. Attenschwiller telde op 1 januari 2022 978 inwoners.

## Geografie
De oppervlakte van Attenschwiller bedroeg op 1 januari 2022 5,11 vierkante kilometer; de bevolkingsdichtheid was toen 191,4 inwoners per km².

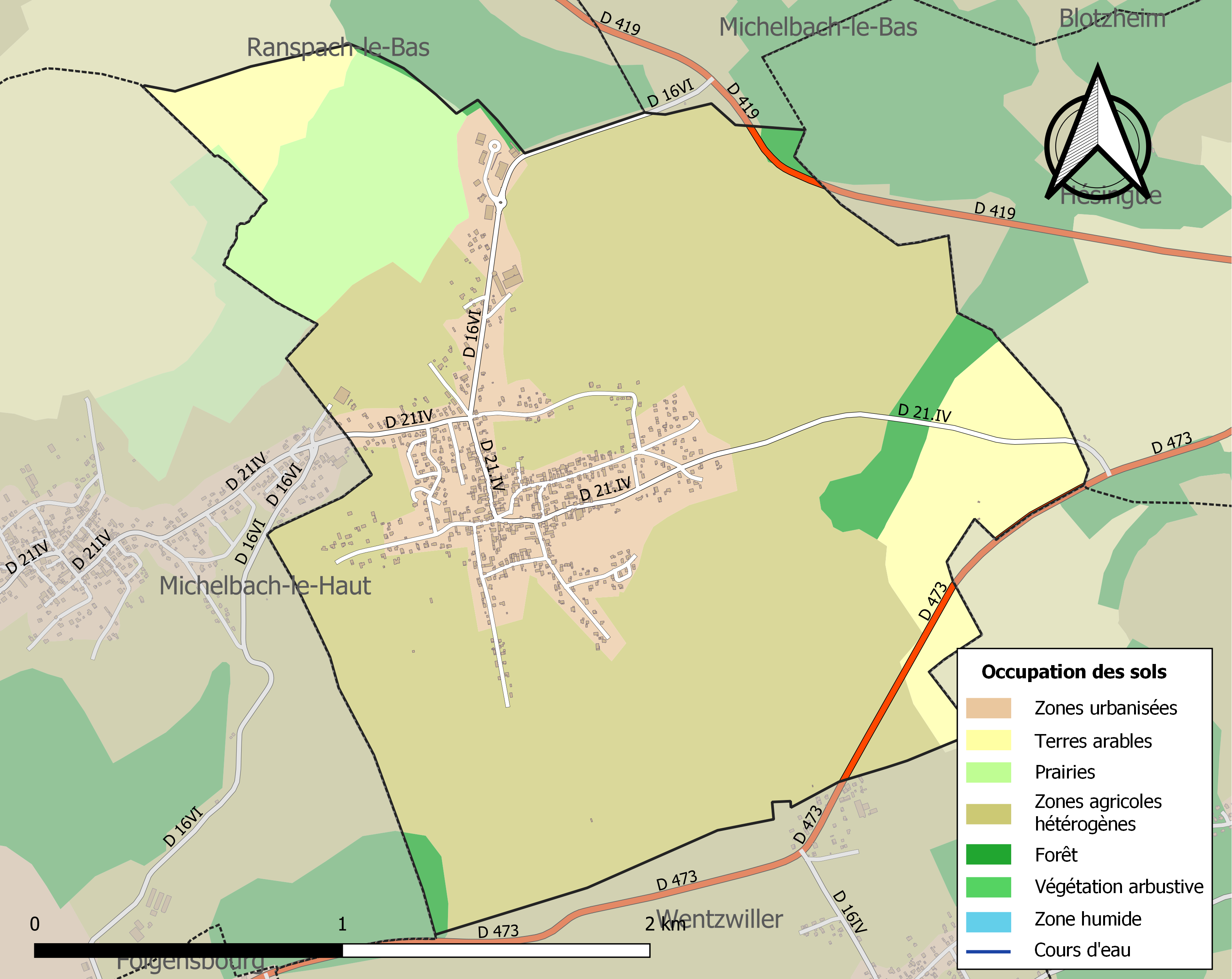
Kaart van de gemeente met de belangrijkste infrastructuur, bodemgebruik en omliggende gemeenten

## Demografie
Onderstaande figuur toont het verloop van het inwonertal (bron: INSEE-tellingen).